# Isanthrene felderi
Isanthrene felderi là một loài bướm đêm thuộc phân họ Arctiinae, họ Erebidae.